# Xian JH-7
Xian JH-7 (kodno ime NATO-a: "Flounder") dvomotorni je kineski lovac-bombarder proizvođača Xi'an Aircraft. Bio je to prvi kineski borbeni zrakoplov koji nije temeljen na sovjetskim modelima. JH-7 je također poznat kao FBC-1 Flying Leopard.

## Povijest
Sredinom 1980-ih Kina je tražila zamjenu za Harbin H-5 i Nanchang Q-5 i pokrenula razvoj novog zrakoplova JH-7 koji je prvi puta poletio 14. prosinca 1988. Zrakoplov je dizajniran kao višenamjenski borbeni zrakoplov i trebao je zadovoljiti potrebe i mornaričkog zrakoplovstva. Budući da zrakoplov nije zadovoljavao zahtjeve ratnog zrakoplovstva, proizvedeno je za mornaricu samo 40 primjeraka ove inačice. Nakon uspjeha Super Étendarda u Falklandskom ratu, prednost u razvoju dana je pomorskoj inačici, a inačica za zračne snage je odgođena. Novrazvijena je inačica JH-7A znatno revidirana, bila je lakša i suvremenija. Odabrani motor bio je WS-9, izrađen prema licenci Rolls-Royce RB.168 Spey Mk202. JH-7A je let izveo 1. travnja 2002. Kokpit je opremljen multifunkcijskim zaslonima (MFD), a pulsni Doppler radar omogućuje korištenje laserskog, TV i radarski vođenog preciznog oružja. Od 2004. do 2009. oko 100 primjeraka isporučeno je mornarici i zračnim snagama, a proizvedeno je ukupno 114 zrakoplova. 

## Tehničke specifikacije
Zrakoplov JH-7A je dvomotorni, visokokrilni jednokrilac s bočnim usisnicima zraka i dvočlanom posadom. Krila se pomiču između 55° (unutra) i 45°, te imaju ogradu graničnog sloja. Na kraju trupa nalaze se četiri zračne kočnice, ispod svakog od dva motora nalazi se stabilizacijska peraja (JH-7A/EloKa: središnja lažna kobilica) i spremnik za kočioni padobran. Glavni i nosni stajni trapovi imaju dva kotača, što ukazuje na mogućnost rada s neasfaltiranih uzletno-sletnih staza. Glavni stajni trap je uvučen prema naprijed. Zrakoplovom se upravlja putem KF-1 fly-by-wire sustava, koji je dodatno poboljšan na JH-7A.
| Parametar          | Podaci o JH-7                                                                                        |
| ------------------ | --- |
| Posada             | 2 |
| Duljina            | 21,02 m (22,32 m s Pitotovom cijevi)                                                                 |
| raspon             | 12,80 m                                                                                              |
| Visina             | 6,22 m                                                                                               |
| Prazna masa        | 14 500 kg                                                                                            |
| Maks. početna masa | 28 475 kg                                                                                            |
| Najveća brzina     | 1808 km/h (na 10 975 m visine)                                                                       |
| Maksimalna visina  | 16 000 m                                                                                             |
| Borbeni domet      | 1759 km                                                                                              |
| Domet              | oko 3700 km                                                                                          |
| Motor              | dva XAE WS-9 Qingling turboventilatorska motora                                                      |
| Potisak            | - s naknadnim izgaranjem: 2 × 91,26 kN - bez naknadnog izgaranja: 2 × 54,29 kN                       |
| naoružanje         | - dvostruki top od 23 mm Type 23-III - do 6 500 kg vanjskih opterećenja na jedanaest vanjskih nosača |